# Авант (Оклахома)
Авант (англ. Avant) — місто (англ. town) в США, в окрузі Осадж штату Оклахома. Населення — 301 особа (2020).

## Географія
Авант розташований за координатами 36°29′19″ пн. ш. 96°3′37″ зх. д. / 36.48861° пн. ш. 96.06028° зх. д. (36.488674, -96.060148).  За даними Бюро перепису населення США в 2010 році місто мало площу 0,91 км², з яких 0,89 км² — суходіл та 0,02 км² — водойми.

## Демографія
Згідно з переписом 2010 року, у місті мешкало 320 осіб у 134 домогосподарствах у складі 78 родин. Густота населення становила 352 особи/км².  Було 170 помешкань (187/км²).
Расовий склад населення:
| - 75,9 % — білих - 13,8 % — корінних американців |

До двох чи більше рас належало 9,4 %. Частка іспаномовних становила 2,2 % від усіх жителів.
За віковим діапазоном населення розподілялося таким чином: 25,0 % — особи молодші 18 років, 57,5 % — особи у віці 18—64 років, 17,5 % — особи у віці 65 років та старші. Медіана віку мешканця становила 40,8 року. На 100 осіб жіночої статі у місті припадало 102,5 чоловіків;  на 100 жінок у віці від 18 років та старших — 95,1 чоловіків також старших 18 років.
Середній дохід на одне домашнє господарство  становив 43 714 долари США (медіана — 35 000), а середній дохід на одну сім'ю — 53 003 долари (медіана — 47 083). Медіана доходів становила 37 000 доларів для чоловіків та 31 806 доларів для жінок. За межею бідності перебувало 31,2 % осіб, у тому числі 56,2 % дітей у віці до 18 років та 8,2 % осіб у віці 65 років та старших.
Цивільне працевлаштоване населення становило 151 осіб. Основні галузі зайнятості: виробництво — 17,2 %, освіта, охорона здоров'я та соціальна допомога — 17,2 %, сільське господарство, лісництво, риболовля — 15,2 %.